# Universitätsklinikum OWL
Das Universitätsklinikum OWL (UK OWL) der Universität Bielefeld ist ein Universitätsklinikum in Ostwestfalen-Lippe (OWL). Es wird aus Fachkliniken der drei Krankenhäuser Evangelisches Klinikum Bethel mit dem Krankenhaus Mara, Klinikum Bielefeld und Klinikum Lippe gebildet. Der personelle Aufbau begann 2019 und der Lehrbetrieb startete im Herbst 2021.

## Geschichte
Mit der Gründung des Universitätsklinikums OWL und der Einrichtung der Medizinischen Fakultät OWL an der Universität Bielefeld verfolgte die Landesregierung von Nordrhein-Westfalen das Ziel, den Hochschulmedizinstandort Nordrhein-Westfalen zu stärken und die Zahl der ausgebildeten Mediziner zu erhöhen. Im Regierungsbezirk Detmold gab es zuvor keine universitäre ärztliche Bildungseinrichtung. Am 14. Juni 2018 begann das Verfahren zur Identifizierung von drei Kooperationspartnern. Im Juli 2019 wurden Kooperationsverträge mit dem Evangelischen Klinikum Bethel, dem Klinikum Bielefeld und dem Klinikum Lippe unterzeichnet.
2020 trat das Universitätsklinikum OWL dem nationalen Forschungsnetzwerk der Universitätsmedizin zu COVID-19 bei.
Anfang 2021 hat die Landesregierung in Düsseldorf den medizinischen Studiengang am Standort Bielefeld genehmigt. Der Studienbetrieb startete im Wintersemester 2021/2022 mit 60 Studienplätzen. Am 15. April 2021 startete die Stiftung für Hochschulzulassung das offizielle Zulassungsverfahren für Medizinstudienplätze für das Wintersemester 2021/22 für zunächst 60 Studienplätze. Ab 2025 sollen jährlich 120 Studienanfänger ihr Hochschulstudium beginnen können. Mit dem Herz- und Diabeteszentrum Nordrhein-Westfalen in Bad Oeynhausen besteht darüber hinaus eine Kooperation, um die Medizinische Fakultät OWL in Forschung, Lehre und Krankenversorgung verstärken. Der Aufbau des Universitätsklinikums OWL soll auch zur allgemein- und hausärztlichen Versorgung in Ostwestfalen-Lippe und anderer ländlicher Regionen beitragen.

## Standorte und Fachkliniken
Die drei beteiligten Kliniken bilden jeweils einen Campus des Universitätsklinikums OWL. Einzelne Fachkliniken der beteiligten Krankenhäuser sind Universitätskliniken des Universitätsklinikums OWL:
- Evangelisches Klinikum Bethel[7] und Krankenhaus Mara
  - Universitätsklinik für Anästhesiologie, Intensiv-, Notfallmedizin, Transfusionsmedizin und Schmerztherapie[8][9]
  - Universitätsklinik für Allgemein- und Viszeralchirurgie[10][11]
  - Universitätsklinik für Epileptologie[12]
  - Universitätsklinik für Inklusive Medizin[13]
  - Universitätsklinik für Innere Medizin, Pneumologie und Internistische Intensivmedizin[14]
  - Universitätsklinik für Kinder- und Jugendmedizin[15][16]
  - Universitätsklinik für Kinder- und Jugendpsychiatrie und Psychotherapie[17][18]
  - Universitätsklinik für Neurochirurgie[19][20]
  - Universitätsklinik für Neurologie[21]
  - Universitätsklinik für Psychiatrie und Psychotherapie[22][23]
  - Universitätsklinik für Unfallchirurgie und Orthopädie[24][25]
  - Universitätsinstitut für diagnostische und interventionelle Neuroradiologie[26]
- Klinikum Bielefeld[27]
  - Universitätsklinik für Allgemeine Innere Medizin, Endokrinologie, Diabetologie und Infektiologie[28]
  - Universitätsklinik für Allgemein- und Viszeralchirurgie
  - Universitätsklinik für Dermatologie, Venerologie und Allergologie
  - Universitätsklinik für Hals-Nasen-Ohren-Heilkunde, Kopf- und Halschirurgie
  - Universitätsklinik für Innere Medizin und Rheumatologie
  - Universitätsklinik für Kardiologie und internistische Intensivmedizin[28]
  - Universitätsklinik für Orthopädie - Zentrum für Orthopädie und Unfallchirurgie
  - Universitätsklinik für Strahlentherapie und Radioonkologie
- Klinikum Lippe in Detmold und Lemgo
  - Universitätsklinik für Allgemein- und Viszeralchirurgie
  - Universitätsklinik für Frauenheilkunde und Geburtshilfe
  - Universitätsklinik für Gastroenterologie und Infektiologie
  - Universitätsklinik für Kardiologie, Angiologie und Internistische Intensivmedizin[29]
  - Universitätsklinik für Neurologie und Neurogeriatrie
  - Universitätsklinik für Urologie
  - Universitätsinstitut für Laboratoriumsmedizin, Mikrobiologie und klinische Pathobiochemie[30]
  - Universitätsinstitut für Diagnostische und Interventionelle Radiologie[31]
- Herz- und Diabeteszentrum Bad Oeyenhausen (Kooperation als Medizinische Fakultät / Universitätsstandort der Ruhr-Uni-Bochum)
  - Klinik für Allgemeine und Interventionelle Kardiologie/Angiologie
  - Klinik für Diabetologie und Endokrinologie
  - Klinik für Elektrophysiologie/Rhythmologie
  - Klinik für Thorax- und Kardiovaskularchirurgie
  - Institut für Anästhesiologie und Schmerztherapie
  - Institut für angewandte Telemedizin (IFAT)
  - Institut für Laboratoriums- und Transfusionsmedizin
  - Institut für Radiologie, Nuklearmedizin und molekulare Bildgebung
  - Zentrum für angeborene Herzfehler / Kinderherzzentrum